# Llista del coeficient de dilatació tèrmica dels elements
A continuació es mostra la llista de coeficients de dilatació tèrmica dels elements. Tots els valors estan referits a 25 °C (298 K), excepte que s'indiqui el contrari.
|                  | ×10−6 m · m−1 · K−1                                  |
| 3 Li liti        | 3 Li liti                                            |
| ---------------- | ---------------------------------------------------- |
| ús               | 46                                                   |
| CRC              | 46                                                   |
| LNG              | 46                                                   |
| WEL              | 46                                                   |
| 4 Be beril·li    |                                                      |
| ús               | 11,3                                                 |
| CRC              | 11,3                                                 |
| LNG              | 11,3                                                 |
| WEL              | 11,3                                                 |
| 5 B bor          |                                                      |
| ús               | 5–7                                                  |
| LNG              | 5–7                                                  |
| WEL              | 6                                                    |
| 6 C carboni      |                                                      |
| ús               |                                                      |
| WEL              | 7,1                                                  |
| 11 Na sodi       |                                                      |
| ús               | 71                                                   |
| CRC              | 71                                                   |
| LNG              | 71                                                   |
| WEL              | 71                                                   |
| 12 Mg magnesi    |                                                      |
| ús               | 24,8                                                 |
| CRC              | 24,8                                                 |
| LNG              | 24,8                                                 |
| WEL              | 8,2                                                  |
| 13 Al alumini    |                                                      |
| ús               | 23,1                                                 |
| CRC              | 23,1                                                 |
| LNG              | 23,1                                                 |
| WEL              | 23,1                                                 |
| 14 Si silici     |                                                      |
| ús               | 2,6                                                  |
| WEL              | 2,6                                                  |
| 19 K potassi     |                                                      |
| ús               | 83,3                                                 |
| CRC              | 83,3                                                 |
| 20 Ca calci      |                                                      |
| ús               | 22,3                                                 |
| CRC              | 22,3                                                 |
| LNG              | 22,3                                                 |
| WEL              | 22,3                                                 |
| 21 Sc escandi    |                                                      |
| ús               | (temperatura ambient) (alfa, policristal·lí) 10,2    |
| CRC              | 10,2                                                 |
| CR2              | (temperatura ambient) (alfa, amorf) 7,6              |
| CR2              | (temperatura ambient) (alfa, cristal·lí) 15,3        |
| CR2              | (temperatura ambient) (alfa, policristal·lí) 10,2    |
| LNG              | 10,2                                                 |
| WEL              | 10,2                                                 |
| 22 Ti titani     |                                                      |
| ús               | 8,6                                                  |
| CRC              | 8,6                                                  |
| LNG              | 8,6                                                  |
| WEL              | 8,6                                                  |
| 23 V vanadi      |                                                      |
| ús               | 8,4                                                  |
| CRC              | 8,4                                                  |
| LNG              | 8,4                                                  |
| WEL              | 8,4                                                  |
| 24 Cr crom       |                                                      |
| ús               | 4,9                                                  |
| CRC              | 4,9                                                  |
| LNG              | 4,9                                                  |
| WEL              | 4,9                                                  |
| 25 Mn manganès   |                                                      |
| ús               | 21,7                                                 |
| CRC              | 21,7                                                 |
| LNG              | 21,7                                                 |
| WEL              | 21,7                                                 |
| 26 Fe ferro      |                                                      |
| ús               | 11,8                                                 |
| CRC              | 11,8                                                 |
| LNG              | 11,8                                                 |
| WEL              | 11,8                                                 |
| 27 Co cobalt     |                                                      |
| ús               | 13,0                                                 |
| CRC              | 13,0                                                 |
| LNG              | 13,0                                                 |
| WEL              | 13,0                                                 |
| 28 Ni níquel     |                                                      |
| ús               | 13,4                                                 |
| CRC              | 13,4                                                 |
| LNG              | 13,4                                                 |
| WEL              | 13,4                                                 |
| 29 Cu coure      |                                                      |
| ús               | 16,5                                                 |
| CRC              | 16,5                                                 |
| LNG              | 16,5                                                 |
| WEL              | 16,5                                                 |
| 30 Zn zinc       |                                                      |
| ús               | 30,2                                                 |
| CRC              | 30,2                                                 |
| LNG              | 30,2                                                 |
| WEL              | 30,2                                                 |
| 31 Ga gal·li     |                                                      |
| ús               |                                                      |
| CRC              | 18                                                   |
| LNG              | (>30 C) (líquid) 120                                 |
| WEL              | (>30 C) (líquid) 120                                 |
| 32 Ge germani    |                                                      |
| ús               | 6,0                                                  |
| LNG              | 6,0                                                  |
| WEL              | 6                                                    |
| 34 Se seleni     |                                                      |
| ús               | (amorf) 37                                           |
| LNG              | (amorf) 37                                           |
| 38 Sr estronci   |                                                      |
| ús               | 22,5                                                 |
| CRC              | 22,5                                                 |
| LNG              | 22,5                                                 |
| WEL              | 22,5                                                 |
| 39 Y itri        |                                                      |
| ús               | (temperatura ambient) (alfa, policristal·lí) 10,6    |
| CRC              | 10,6                                                 |
| CR2              | (temperatura ambient) (alfa, amorf) 6,0              |
| CR2              | (temperatura ambient) (alfa, cristal·lí) 19,7        |
| CR2              | (temperatura ambient) (alfa, policristal·lí) 10,6    |
| LNG              | 10,6                                                 |
| WEL              | 10,6                                                 |
| 40 Zr zirconi    |                                                      |
| ús               | 5,7                                                  |
| CRC              | 5,7                                                  |
| LNG              | 5,7                                                  |
| WEL              | 5,7                                                  |
| 41 Nb niobi      |                                                      |
| ús               | 7,3                                                  |
| CRC              | 7,3                                                  |
| LNG              | 7,3                                                  |
| WEL              | 7,3                                                  |
| 42 Mo molibdè    |                                                      |
| ús               | 4,8                                                  |
| CRC              | 4,8                                                  |
| LNG              | 4,8                                                  |
| WEL              | 4,8                                                  |
| 44 Ru ruteni     |                                                      |
| ús               | 6,4                                                  |
| CRC              | 6,4                                                  |
| LNG              | 6,4                                                  |
| WEL              | 6,4                                                  |
| 45 Rh rodi       |                                                      |
| ús               | 8,2                                                  |
| CRC              | 8,2                                                  |
| LNG              | 8,2                                                  |
| WEL              | 8,2                                                  |
| 46 Pd pal·ladi   |                                                      |
| ús               | 11,8                                                 |
| CRC              | 11,8                                                 |
| LNG              | 11,8                                                 |
| WEL              | 11,8                                                 |
| 47 Ag argent     |                                                      |
| ús               | 18,9                                                 |
| CRC              | 18,9                                                 |
| LNG              | 18,9                                                 |
| WEL              | 18,9                                                 |
| 48 Cd cadmi      |                                                      |
| ús               | 30,8                                                 |
| CRC              | 30,8                                                 |
| LNG              | 30,8                                                 |
| WEL              | 30,8                                                 |
| 49 In indi       |                                                      |
| ús               | 32,1                                                 |
| CRC              | 32,1                                                 |
| LNG              | 32,1                                                 |
| WEL              | 32,1                                                 |
| 50 Sn estany     |                                                      |
| ús               | 22,0                                                 |
| CRC              | 22,0                                                 |
| LNG              | 22,0                                                 |
| WEL              | 22                                                   |
| 51 Sb antimoni   |                                                      |
| ús               | 11,0                                                 |
| CRC              | 11,0                                                 |
| LNG              | 11,0                                                 |
| WEL              | 11                                                   |
| 55 Cs cesi       |                                                      |
| ús               | 97                                                   |
| CRC              | 97                                                   |
| 56 Ba bari       |                                                      |
| ús               | 20,6                                                 |
| CRC              | 20,6                                                 |
| LNG              | 20,6                                                 |
| WEL              | 20,6                                                 |
| 57 La lantani    |                                                      |
| ús               | (temperatura ambient) (alfa, policristal·lí) 12,1    |
| CRC              | 12,1                                                 |
| CR2              | (temperatura ambient) (alfa, amorf) 4,5              |
| CR2              | (temperatura ambient) (alfa, cristal·lí) 27,2        |
| CR2              | (temperatura ambient) (alfa, policristal·lí) 12,1    |
| LNG              | 12,1                                                 |
| WEL              | 12,1                                                 |
| 58 Ce ceri       |                                                      |
| ús               | (temperatura ambient) (gamma, policristal·lí) 6,3    |
| CRC              | 6,3                                                  |
| CR2              | (temperatura ambient) (gamma, amorf) 6,3             |
| CR2              | (temperatura ambient) (gamma, policristal·lí) 6,3    |
| LNG              | 6,3                                                  |
| WEL              | 6,3                                                  |
| 59 Pr praseodimi |                                                      |
| ús               | (temperatura ambient) (alfa, policristal·lí) 6,7     |
| CRC              | 6,7                                                  |
| CR2              | (temperatura ambient) (alfa, amorf) 4,5              |
| CR2              | (temperatura ambient) (alfa, cristal·lí) 11,2        |
| CR2              | (temperatura ambient) (alfa, policristal·lí) 6,7     |
| LNG              | 6,7                                                  |
| WEL              | 6,7                                                  |
| 60 Nd neodimi    |                                                      |
| ús               | (temperatura ambient) (alfa, policristal·lí) 9,6     |
| CRC              | 9,6                                                  |
| CR2              | (temperatura ambient) (alfa, amorf) 7,6              |
| CR2              | (temperatura ambient) (alfa, cristal·lí) 13,5        |
| CR2              | (temperatura ambient) (alfa, policristal·lí) 9,6     |
| LNG              | 9,6                                                  |
| WEL              | 9,6                                                  |
| 61 Pm prometi    |                                                      |
| ús               | (temperatura ambient) (alfa, policristal·lí) est, 11 |
| CRC              | est, 11                                              |
| CR2              | (temperatura ambient) (alfa, amorf) est, 9           |
| CR2              | (temperatura ambient) (alfa, cristal·lí) est, 16     |
| CR2              | (temperatura ambient) (alfa, policristal·lí) est, 11 |
| LNG              | est, 11                                              |
| WEL              | 11                                                   |
| 62 Sm samari     |                                                      |
| ús               | (temperatura ambient) (alfa, policristal·lí) 12,7    |
| CRC              | 12,7                                                 |
| CR2              | (temperatura ambient) (alfa, amorf) 9,6              |
| CR2              | (temperatura ambient) (alfa, cristal·lí) 19,0        |
| CR2              | (temperatura ambient) (alfa, policristal·lí) 12,7    |
| LNG              | 12,7                                                 |
| WEL              | 12,7                                                 |
| 63 Eu europi     |                                                      |
| ús               | (temperatura ambient) (policristal·lí) 35,0          |
| CRC              | 35,0                                                 |
| CR2              | (temperatura ambient) (amorf) 35,0                   |
| CR2              | (temperatura ambient) (policristal·lí) 35,0          |
| LNG              | 35,0                                                 |
| WEL              | 35                                                   |
| 64 Gd gadolini   |                                                      |
| ús               | (100 °C) (alfa, policristal·lí) 9,4                  |
| CRC              | (100 °C) 9,4                                         |
| CR2              | (100 °C) (alfa, amorf) 9,1                           |
| CR2              | (100 °C) (alfa, cristal·lí) 10,0                     |
| CR2              | (100 °C) (alfa, policristal·lí) 9,4                  |
| LNG              | (100 °C) 9,4                                         |
| WEL              | 9,4                                                  |
| 65 Tb terbi      |                                                      |
| ús               | (temperatura ambient) (alfa, policristal·lí) 10,3    |
| CRC              | 10,3                                                 |
| CR2              | (temperatura ambient) (alfa, amorf) 9,3              |
| CR2              | (temperatura ambient) (alfa, cristal·lí) 12,4        |
| CR2              | (temperatura ambient) (alfa, policristal·lí) 10,3    |
| LNG              | 10,3                                                 |
| WEL              | 10,3                                                 |
| 66 Dy disprosi   |                                                      |
| ús               | (temperatura ambient) (alfa, policristal·lí) 9,9     |
| CRC              | 9,9                                                  |
| CR2              | (temperatura ambient) (alfa, amorf) 7,1              |
| CR2              | (temperatura ambient) (alfa, cristal·lí) 15,6        |
| CR2              | (temperatura ambient) (alfa, policristal·lí) 9,9     |
| LNG              | 9,9                                                  |
| WEL              | 9,9                                                  |
| 67 Ho holmi      |                                                      |
| ús               | (temperatura ambient) (policristal·lí) 11,2          |
| CRC              | 11,2                                                 |
| CR2              | (temperatura ambient) (amorf) 7,0                    |
| CR2              | (temperatura ambient) (cristal·lí) 19,5              |
| CR2              | (temperatura ambient) (policristal·lí) 11,2          |
| LNG              | 11,2                                                 |
| WEL              | 11,2                                                 |
| 68 Er erbi       |                                                      |
| ús               | (temperatura ambient) (policristal·lí) 12,2          |
| CRC              | 12,2                                                 |
| CR2              | (temperatura ambient) (amorf) 7,9                    |
| CR2              | (temperatura ambient) (cristal·lí) 20,9              |
| CR2              | (temperatura ambient) (policristal·lí) 12,2          |
| LNG              | 12,2                                                 |
| WEL              | 12,2                                                 |
| 69 Tm tuli       |                                                      |
| ús               | (temperatura ambient) (policristal·lí) 13,3          |
| CRC              | 13,3                                                 |
| CR2              | (temperatura ambient) (amorf) 8,8                    |
| CR2              | (temperatura ambient) (cristal·lí) 22,2              |
| CR2              | (temperatura ambient) (policristal·lí) 13,3          |
| LNG              | 13,3                                                 |
| WEL              | 13,3                                                 |
| 70 Yb iterbi     |                                                      |
| ús               | (temperatura ambient) (beta, policristal·lí) 26,3    |
| CRC              | 26,3                                                 |
| CR2              | (temperatura ambient) (beta, amorf) 26,3             |
| CR2              | (temperatura ambient) (beta, policristal·lí) 26,3    |
| LNG              | 26,3                                                 |
| WEL              | 26,3                                                 |
| 71 Lu luteci     |                                                      |
| ús               | (temperatura ambient) (policristal·lí) 9,9           |
| CRC              | 9,9                                                  |
| CR2              | (temperatura ambient) (amorf) 4,8                    |
| CR2              | (temperatura ambient) (cristal·lí) 20,0              |
| CR2              | (temperatura ambient) (policristal·lí) 9,9           |
| LNG              | 9,9                                                  |
| WEL              | 9,9                                                  |
| 72 Hf hafni      |                                                      |
| ús               | 5,9                                                  |
| CRC              | 5,9                                                  |
| LNG              | 5,9                                                  |
| WEL              | 5,9                                                  |
| 73 Ta tàntal     |                                                      |
| ús               | 6,3                                                  |
| CRC              | 6,3                                                  |
| LNG              | 6,3                                                  |
| WEL              | 6,3                                                  |
| 74 W tungstè     |                                                      |
| ús               | 4,5                                                  |
| CRC              | 4,5                                                  |
| LNG              | 4,5                                                  |
| WEL              | 4,5                                                  |
| 75 Re reni       |                                                      |
| ús               | 6,2                                                  |
| CRC              | 6,2                                                  |
| LNG              | 6,2                                                  |
| WEL              | 6,2                                                  |
| 76 Os osmi       |                                                      |
| ús               | 5,1                                                  |
| CRC              | 5,1                                                  |
| LNG              | 5,1                                                  |
| WEL              | 5,1                                                  |
| 77 Ir iridi      |                                                      |
| ús               | 6,4                                                  |
| CRC              | 6,4                                                  |
| LNG              | 6,4                                                  |
| WEL              | 6,4                                                  |
| 78 Pt platí      |                                                      |
| ús               | 8,8                                                  |
| CRC              | 8,8                                                  |
| LNG              | 8,8                                                  |
| WEL              | 8,8                                                  |
| 79 Au or         |                                                      |
| ús               | 14,2                                                 |
| CRC              | 14,2                                                 |
| LNG              | 14,2                                                 |
| WEL              | 14,2                                                 |
| 80 Hg mercuri    |                                                      |
| ús               | 60,4                                                 |
| CRC              | 60,4                                                 |
| 81 Tl tal·li     |                                                      |
| ús               | 29,9                                                 |
| CRC              | 29,9                                                 |
| LNG              | 29,9                                                 |
| WEL              | 29,9                                                 |
| 82 Pb plom       |                                                      |
| ús               | 28,9                                                 |
| CRC              | 28,9                                                 |
| LNG              | 28,9                                                 |
| WEL              | 28,9                                                 |
| 83 Bi bismut     |                                                      |
| ús               | 13,4                                                 |
| CRC              | 13,4                                                 |
| LNG              | 13,4                                                 |
| WEL              | 13,4                                                 |
| 84 Po poloni     |                                                      |
| ús               | 23,5                                                 |
| CRC              | 23,5                                                 |
| 90 Th tori       |                                                      |
| ús               | 11,0                                                 |
| CRC              | 11,0                                                 |
| LNG              | 11,1                                                 |
| WEL              | 11,0                                                 |
| 92 U urani       |                                                      |
| ús               | 13,9                                                 |
| CRC              | 13,9                                                 |
| LNG              | 13,9                                                 |
| WEL              | 13,9                                                 |
| 94 Pu plutoni    |                                                      |
| ús               | 46,7                                                 |
| CRC              | 46,7                                                 |
| LNG              | 46,7                                                 |

### CRC
- David R, Lide (ed). CRC Handbook of Chemistry and Physics, 84a edició. CRC Press, Boca Raton, Florida, 2003; Secció 12. Properties of Solids; Thermal and Physical Properties of Pure Metals (en anglès)
- Touloukian, Y. S. Thermophysical Properties of Matter, Vol. 12, Thermal Expansion. IFI/Plenum, Nova York, 1975 (en anglès)

### CR2
- David R, Lide (ed). CRC Handbook of Chemistry and Physics, 84a edició. CRC Press, Boca Raton, Florida, 2003; Secció 4, Properties of the Elements and Inorganic Compounds; Physical Properties of the Rare Earth Metals (en anglès)

L'anterior també es referencia en:
- Beaudry, B. J. i Gschneidner, K. A. Jr. Handbook on the Physics and Chemistry of Rare Earths, Vol. 1. Gschneidner, K. A. Jr., i Eyring, L. Eds. North-Holland Physics, Amsterdam, 1978, 173 (en anglès)
- McEwen, K.A. Handbook on the Physics and Chemistry of Rare Earths, Vol. 1. Gschneidner, K. A. Jr. i Eyring, L. Eds. North-Holland Physics, Amsterdam, 1978, 411 (en anglès)

### LNG
- J.A. Dean (ed). Lange's Handbook of Chemistry (15a edició), McGraw-Hill, 1999; Secció 4; Taula 4.1. Electronic Configuration and Properties of the Elements (en anglès)
- Touloukian, Y. S. Thermophysical Properties of Matter, Vol. 12, Thermal Expansion. Plenum, Nova York, 1975 (en anglès)

### WEL
Tal com se cita a http://www.webelements.com/ a partir d'aquestes fonts:
- D.R. Lide, (Ed.). Chemical Rubber Company handbook of chemistry and physics, CRC Press. Boca Raton, Florida, USA, 79a edició, 1998 (en anglès)
- A.M. James i M.P. Lord. Macmillan's Chemical and Physical Data, Macmillan, Londres, Regne Unit, 1992 (en anglès)
- G.W.C. Kaye i T. H. Laby. Tables of physical and chemical constants, Longman, Londres, Regne Unit, 15a edició, 1993 (en anglès)
- J.A. Dean (ed). Lange's Handbook of Chemistry, McGraw-Hill, Nova York, EUA. 14a edició, 1992 (en anglès)